# Balfron

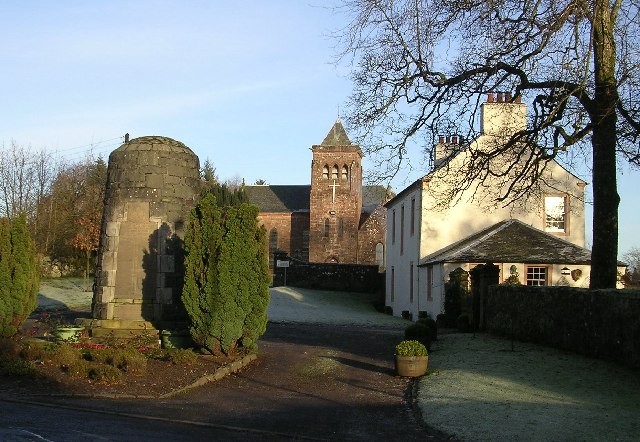
Kirche und Kriegerdenkmal

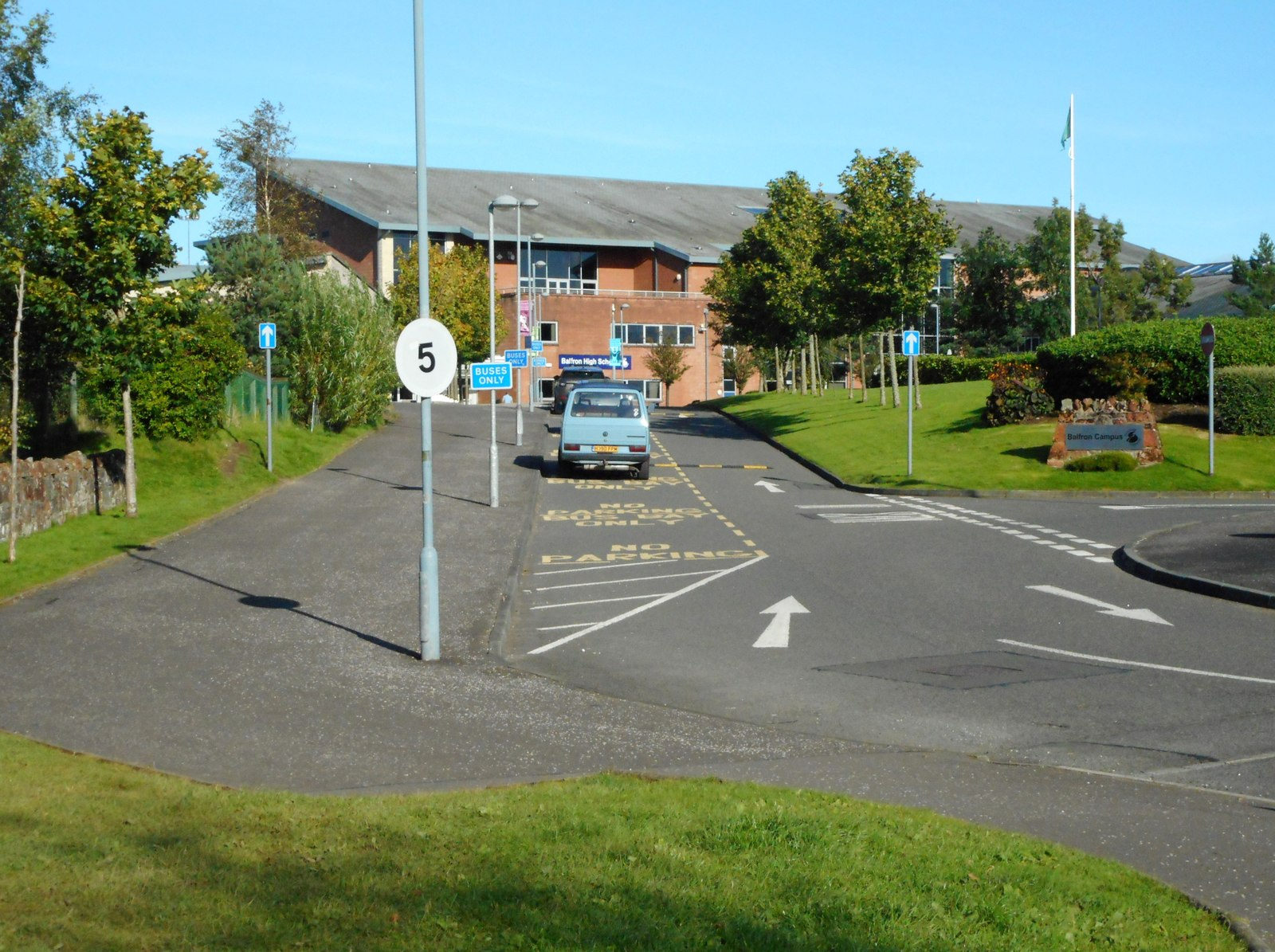
Die Balfron High School

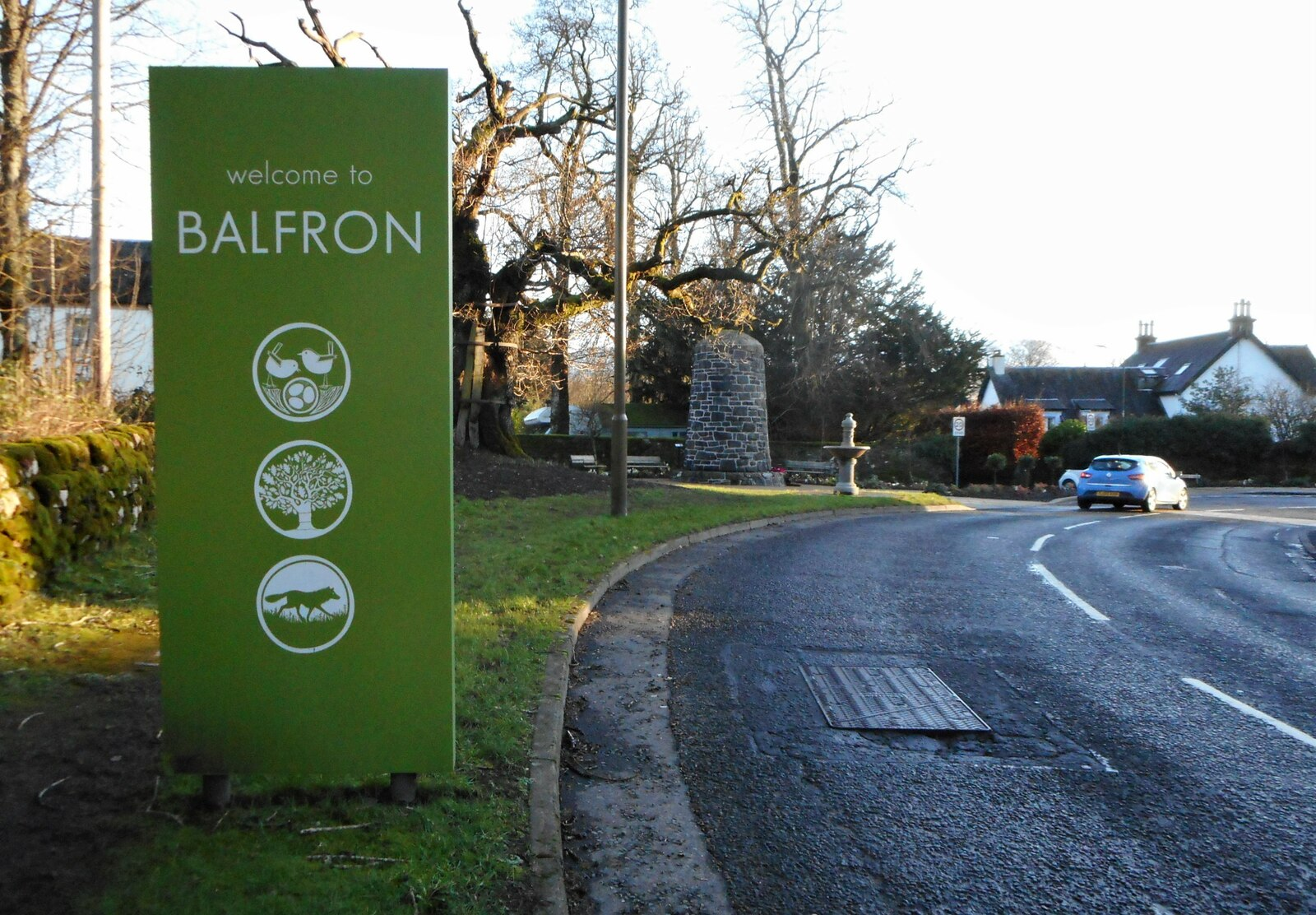
Begrüßungsschild im Süden

Balfron ist eine Gemeinde (Community Council Area), die im Norden von Schottland in der Council Area Stirling liegt.

## Geographie
Balfron liegt in einer flachwelligen Landschaft am nördlichen, rechten Ufer des Flusses Endrick Water, etwa in der Mitte dessen Laufes. Nach Stirling sind es knapp 30 Kilometer im Osten und nach Glasgow etwa 26 Kilometer im Süden. Innerhalb der Region Stirling bildet Balfron eine der 42 Community Council Areas. Angrenzende sind, beginnend im Norden und dann im Uhrzeigersinn Buchlyvie, Arnprior, Kippen, Fintry, Killearn und Drymen. Zu den kleineren Ortschaften in der Nähe zählt Boquhan auf der gegenüberliegenden Seite des Flusses. Die Fläche der Gemeinde beträgt 21 Quadratkilometer. Beim Zensus 2011 wurde festgestellt, dass 2061 Menschen auf ihnen lebten.
Im Rahmen der historischen Gliederung Schottlands in Civil Parishes ist Balfron der Hauptort einer gleichnamigen Einheit, die zu Stirlingshire gehörte.

## Historisches
Entstanden ist Balfron als landwirtschaftliche Siedlung in Form eines Clachans. Im späten 18. Jahrhundert gewann die Textilweberei an Bedeutung. Heute ist es primär eine Pendlergemeinde für Leute, die in Glagow arbeiten. Zu ihrer Ausstattung gehören zahlreiche Läden, ein Gesundheitszentrum sowie eine High School.
In Balfron befinden sich mehrere Bauwerke, die als Listed Building in unterschiedlichen Kategorien eingestuft wurden. Unter ihnen sind die Kirche Balfron Church sowie die, über den Fluss führende Endrick Bridge.

## Verkehr
Durch den Ort verläuft die, etwa zehn Kilometer lange Fernstraße A875. Sie verbindet Kepculloch Toll im Norden mit Dumgoyne im Süden. Mit der Balfron Station hatte der Ort zwischen 1856 und 1959 einen, drei Kilometer westlich gelegenen Bahnhof der Forth and Clyde Junction Railway.

## Söhne und Töchter der Gemeinde
- Alexander ‘Greek’ Thomson (1817–1875), Architekt